# Jylland
Jylland (dan. Jylland, njem. Jütland) je poluotok na sjeveru Europe. Nalazi se između Sjevernog i Baltičkog mora. Najveći dio pripada Danskoj (oko 70 % teritorija Danske je na Jyllandu, ostalo su otoci), a južni dio poluotoka čini sjeverni dio njemačke pokrajine Schleswig-Holstein. Granica poluotoka prema ostatku Europe je rijeka Eider i jedan dio Kielskog kanala. Između Jyllanda i Norveške je morski prolaz Skagerrak, a između Jyllanda i Švedske Kattegat. Između Jyllanda i najbližeg većeg danskog otoka Fyna je prolaz Mali Belt preko kojeg vodi most.
Reljef je pretežno nizinski (najviši vrh Yding Skovhøj je visok 173 m). Na zapadu se javljaju močvare. Sjever poluotoka je odvojen zaljevom Lim (Limfjord). Najveći gradovi su Århus i Aalborg. Poluotok je dobio ime prema germanskom plemenu Juti. Latinski naziv mu je Cimbria. Grčki geograf Ptolomej ga je na nazvao Κιμβρικῆ Χερσονήσος (Kimvrikí Chersonísos) – Kimbrijski poluotok.